# Recerca i Innovació Responsable
La Recerca i Innovació Responsable (RRI (Responsible Research and Innovation)) forma part d'un conjunt més ampli d'idees i iniciatives que aborden la innovació socialment responsable; es refereix a un procés de Recerca, Desenvolupament i Innovació (R+D+i) que té en compte els potencials efectes i impactes d'aquest en el medi ambient i la societat.
Aquest enfocament es va incorporar als Programes Marc Horitzó 2020 europeus, dels quals encara forma part i, ha anat prenent forma a través de publicacions científic-tecnològiques en revistes i conferències, així com en projectes. El juny de 2014 hi havia com a mínim una dotzena de projectes internacionals de recerca, en la seva majoria finançats o cofinançats per la Comissió Europea, dedicats al desenvolupament d'un marc de governança per a la Recerca i Innovació Responsable.

## Definicions
Existeixen diverses definicions de Recerca i Innovació Responsable (RRI). L'RRI "fa referència a un enfocament integral d'actuació en la recerca i innovació, que permet a tots els actors implicats en aquests processos, des d'una etapa primerenca, (A) obtenir un coneixement rellevant sobre les conseqüències dels resultats de les seves accions i el ventall d'opcions que es troben a la seva disposició; (B) avaluar eficaçment tant els resultats com les opcions, amb les necessitats socials i valors morals com a punt de referència; i (C) usar aquestes consideracions prèvies (A i B), com a requisits funcionals per al disseny i el desenvolupament de noves recerques, productes i serveis."
En una publicació anterior, la Comissió Europea (CE) va descriure la RRI com un marc compost per sis accions clau:
1. Participació: això implica que els reptes socials haurien d'enquadrar-se dins de preocupacions socials, econòmiques i ètiques que siguin àmpliament representatives, i d'uns principis comuns, la força dels quals sorgeix de la participació conjunta de tots els actors socials: investigadors, indústria, responsables polítics i societat civil.
2. Igualtat de gènere: aborda la infrarepresentació de les dones, indicant que la gestió de recursos humans ha de modernitzar-se, i que la dimensió de gènere ha d'integrar-se en el contingut de l'R+D+i.
3. Educació científica: s'enfronta el repte de preparar millor als futurs investigadors i altres actors socials, dotant-los de les eines i coneixements necessaris per participar plenament en el procés de l'R+D+i, i assumir responsabilitats dins d'aquest.
4. Accés obert: s'estableix que l'RRI ha de ser transparent i accessible. Els resultats de recerques finançades amb fons públics (publicacions i dades) haurien de ser d'accés lliure i en línia.
5. Ètica: exigeix que l'R+D+i respecti els drets fonamentals i els més alts estàndards ètics per així garantir una major rellevància social i una major acceptació dels resultats de la recerca i de la innovació.
6. Governança: aborda la responsabilitat de les autoritats a prevenir desenvolupaments de l'R+D+i nocius o poc ètics. Aquest últim punt és fonamental per al desenvolupament de la resta de les dimensions.

L'RRI pot definir-se com "un procés transparent i interactiu, en el qual actors socials i innovadors són mútuament responsables de l'acceptabilitat (ètica), sostenibilitat i conveniència social del procés d'innovació i dels seus productes comercialitzables, a fi de permetre una adequada incorporació dels avanços científics i tecnològics en la nostra societat."
Segons Owen et al. (2012), hi ha tres característiques principals de l'RRI, que coincideixen en gran manera amb el marc proposat per la CE:
1. Governabilitat democràtica de les finalitats de l'R+D+i i de la seva orientació cap als "impactes correctes".
2. Capacitat de resposta, emfatitzant la integració i institucionalització dels enfocaments establerts dins de l'R+D+i i entorn d'ella (anticipació, reflexió i deliberació), de manera que s'influeixi en la direcció que prengui l'R+D+i i les polítiques associades a aquesta.
3. Ubicació de la responsabilitat en si dins el context de les activitats de l'R+D+i, mentre que constitueixen activitats col·lectives amb conseqüències indeterminades i impredictibles.

Segons Stilgoe et al. (2013), l'RRI consta de quatre dimensions:
1. Anticipació
2. Reflexivitat
3. Inclusió
4. Capacitat de resposta

L'RRI ha d'entendre's com un nivell superior de responsabilitat que té com a objectiu donar forma, desenvolupar i alinear processos, actuals i futurs, relacionats amb l'R+D+i.
El concepte s'aplica, principalment, a l'R+D+i de base científica i tecnològica, en particular dins de l'àrea de les tecnologies emergents. Destaquen la nanotecnologia, les tecnologies de la informació i la comunicació (TIC), la genòmica, la biologia sintètica i la geoenginyeria. No obstant això, alguns autors afirmen que l'RRI podria abastar també instruments financers innovadors, polítiques públiques innovadores o innovacions en la comunitat, així com innovacions en distribució, en prestació de serveis o de caràcter sistèmic.

## Història
La Recerca i Innovació Responsable va sorgir com un enfocament per al govern de l'R+D+i a la Unió Europea: "es reflecteix en moltes polítiques d'alt nivell, documents d'estratègia i de programació com, per exemple, en l'objectiu de creixement intel·ligent de l'estratègia Europa 2020 o en una de les seves principals prioritats del programa Horitzó 2020, l'abordatge dels reptes socials."
El terme RRI va ser encunyat a Europa i als Estats Units durant la primera dècada del segle XXI. Entre els primers autors que, a partir de 2003, van desenvolupar aquest concepte, es troben Hellstrom, David H. Guston, Richard Owen, Jeffrey Robinson i molts uns altres (vegeu més a baix, secció #Bibliografia).
A escala europea, el concepte té el seu origen en els plantejaments col·laboratius de científics socials, naturalistes i físics que ja s'ocupaven de dimensions més àmplies de la ciència i la innovació amb anterioritat. Poden trobar-se alguns exemples en les convocatòries d'integració sociotècnica del 5è Programa de Marc i el 6è Programa Marc de la Unió Europea. L'ús específic del terme "Recerca i Innovació Responsable" va aparèixer per primera vegada en un projecte europeu sobre nanotecnologia i ciències de la vida del 6è Programa Marc (Robinson 2009).
Altres exemples són les convocatòries per promoure una major implicació pública en la ciència i la tecnologia.
També formen part de les arrels de l'RRI, segons Owen et al. (2012), enfocaments integrats tals com l'avaluació tecnològica en les seves diverses formes, tal com figura en les publicacions de la Schot i Rip (1996) i Guston Sarewitz (2002), o la governança anticipatòria (vegeu l'article de Karinen i Guston de 2010). Aquests autors afirmen que algunes d'aquestes característiques havien adquirit ja naturalesa formal dins d'alguns processos de presa de decisions; tal era el cas de l'anomenat "model danès" per a l'avaluació tecnològica, basat en la participació i deliberació pública a través, per exemple, de conferències de consens.
Als Estats Units d'Amèrica, moltes idees que han donat forma a la política científica sorgeixen sota la influència de Vannevar Bush i dels seus escrits. En La ciència: la frontera sense fi (1945), Bush proposava un òrgan dirigit per autoritats civils que recolzés la recerca orientada a la consecució dels objectius nacionals. Bush buscava dissenyar un sistema que tingués com a finalitat un treball teòric de caràcter fonamental, però que ho connectés satisfactòriament amb la seva aplicació i amb les necessitats socials.

## Aplicació i implementació
La Comissió Europea va declarar el 2013 que, a causa que la Recerca i Innovació Responsable és "una acció que s'implementa transversalment al llarg d'Horitzó 2020, el 0,5% del pressupost dels pilars 'Reptes Socials' i 'Lideratge Industrial' d'Horitzó 2020 es destina a accions de l'RRI i Ciència amb i per a la Societat." La innovació i les noves tecnologies han de respondre a desafiaments globals tals com el canvi climàtic i l'escalfament global, l'ús eficient dels recursos naturals, el canvi demogràfic, la salut i el desenvolupament globals, la cohesió social i el manteniment de la prosperitat econòmica.
S'ha suggerit que els "grans desafiaments" (escassetat d'energia, aigua i aliments, pandèmies, societats envellides, escalfament global, salut pública i seguretat) podrien constituir una força que guiï l'RRI, en particular pel que fa al criteri de conveniència social. Les decisions de la RSE estan orientades als valors de les parts interessades, responent a la següent pregunta: quines qüestions interessen a les parts interessades?". En canvi, l'RRI estableix procediments per a una millor integració de les necessitats socials en el procés d'R+D+i, i la seva metodologia se centra en la igualtat de rols i responsabilitats entre actors socials i innovadors
A més a més, la RSE no es preocupa de la conveniència social, sinó que es preocupa sobretot de l'acceptabilitat ètica (o de la responsabilitat legal relacionada amb els instruments sobre drets humans) i de la sostenibilitat (p. ex. de la reducció de la contaminació).
Un exemple il·lustratiu d'això és el Pacte Mundial de Nacions Unides, una iniciativa política estratègica dirigida a empreses que es comprometen a alinear les seves operacions i estratègies amb deu principis universalment acceptats en matèria de drets humans, normativa laboral, medi ambient i lluita contra la corrupció.

### Creació de valor compartit
El principi de Creació de valor compartit (CSV en les seves sigles en anglès) comença en el punt en què el Pacte Mundial acaba: a establir com poden les empreses perseguir objectius socials com a part de la seva llicència per operar. En aquest sentit, se superposa amb una RRI enfocada cap a la conveniència social. No obstant això, l'objectiu de la creació de valor compartit és la millora de la competitivitat i el benefici econòmic d'una empresa mitjançant l'abordatge de qüestions socials, mentre que l'RRI cerca assegurar que la ciència i la innovació són èticament acceptables i sostenibles, i que se centra en obtenir beneficis socials per a la societat en el seu conjunt.

### Sostenibilitat empresarial
El terme "sostenibilitat empresarial" (també denominat "sostenibilitat" o "desenvolupament sostenible") transmet l'ambició de l'empresa d'alinear les seves accions amb els principals canvis socials, ambientals i econòmics que enfronta la societat en general; i de preparar-se per a la societat del futur. No obstant això, aquest termes es refereix a l'activitat empresarial en general, i no específicament a l'R+D+i, té caràcter unidireccional descendent (top-down), i no s'associa amb aspectes com la responsabilitat col·lectiva i la implicació de la societat civil.

### Recerca en aspectes ètics, legals i socials
Els acrònims ELSI (als Estats Units) i ELSA (a Europa) fan referència a activitats de recerca que anticipen i aborden les implicacions ètiques, legals i socials (ELSI (ethical, legal and social implications)) o aspectes (ELSA (ethical, legal and social aspects)) de les ciències emergents, en particular la genòmica i la nanotecnologia. Les ELSI es van concebre el 1988 quan James Watson, a la conferència de premsa que anunciava el seu nomenament com a director del Projecte de Genoma Humà (HGP (Human Genome Project)), va declarar de manera sobtada i inesperada que les implicacions ètiques i socials de la genòmica, requerien un esforç especial i que haurien de ser finançades directament pels Instituts Nacionals de Salut dels Estats Units (NIH).
Al llarg dels anys, s'han desenvolupat diversos programes ELSI / ELSA al Canadà, Europa (especialment en el Regne Unit, als Països Baixos i a Noruega) i en el llunyà Orient. En comparació de les ELSA (que se centra en la col·laboració interdisciplinària i en la interacció amb els actors socials), la RRI posa major èmfasi en la innovació i la col·laboració amb la indústria.